# ルーベン・フェルナンデス
ルーベン・フェルナンデス・アンドゥハル（Rubén Fernández Andújar、1991年3月1日 - ）は、スペイン、ムルシア出身の自転車競技（ロードレース）選手。

## 経歴
2013年、カハ・ルラル＝セグロス RGAにてプロキャリアスタート。若手の登竜門と呼ばれるツール・ド・ラブニールにて総合優勝を果たす。
2015年、モビスター・チームへ移籍。自身初のグランツールとなるジロ・デ・イタリアを完走。
2016年、ブエルタ・ア・エスパーニャにて、キンタナ、バルベルデのためにペースを作りながらのステージ2位、総合ジャージであるマイヨロホに袖を通した。

## 主な戦績

### 2013年
- ツール・ド・ラブニール　総合優勝、区間優勝（第4ステージ）